# جون ونغر (رسام)
جون ونغر أو جون فنغر أو ياكوف فنغر أو يعقوب فنغر هو رسام روسي أمريكي.
وُلِد يعقوب في 16 يونيو 1887 في إليسافيتغراد. بدأت الرسم في سن الثالثة. درس في مدرسة إليسافيتغراد الثانوية. لاحظ المعلمون قدراته في الرسم ونصحوا والدي الطالب البالغ من العمر 13 عامًا في المدرسة الثانوية بالاتصال بالأكاديمية الإمبراطورية للفنون مع عريضة للسماح له بالدراسة في مدرسة أوديسا للفنون. من عام 1900 إلى عام 1903، كان يعقوب في هذه المؤسسة.
غادر يعقوب فنغر إلى الولايات المتحدة، حيث عاش عمه، صاحب متجر في نيو آرك (نيوجيرسي)، في عام 1903. وكان يكسب عيشه من خلال تصميم الملابس النسائية والمجوهرات. ثم التحق بأكاديمية نيويورك للتصميم. ساعد فهم فنغر العميق والمبتكر للعلاقة بين اللون والضوء في أن يصبح مشهورًا في المقام الأول في مجال التصميم المسرحي، حيث أحدث ثورة في التصميم الفني للعروض. في عام 1916، أقيم معرضه الفردي الأول في نيويورك، والذي نال استحسانًا كبيرًا. وقد زارها الممثل الشهير فرانك كونروي (1890-1964)، الذي اقترح على فنغر تصميم إنتاج مسرحية للكاتب المسرحي غير المعروف آنذاك أوجين أونيل (1888-1953) لافتتاح مسرح قرية غرينتش. بعد العرض الأول المنتصر، قال المؤلف (الحائز على جائزة نوبل في المستقبل) أونيل لوينجر: "أيها الشاب، الآن سوف يعرفك العالم أجمع!"

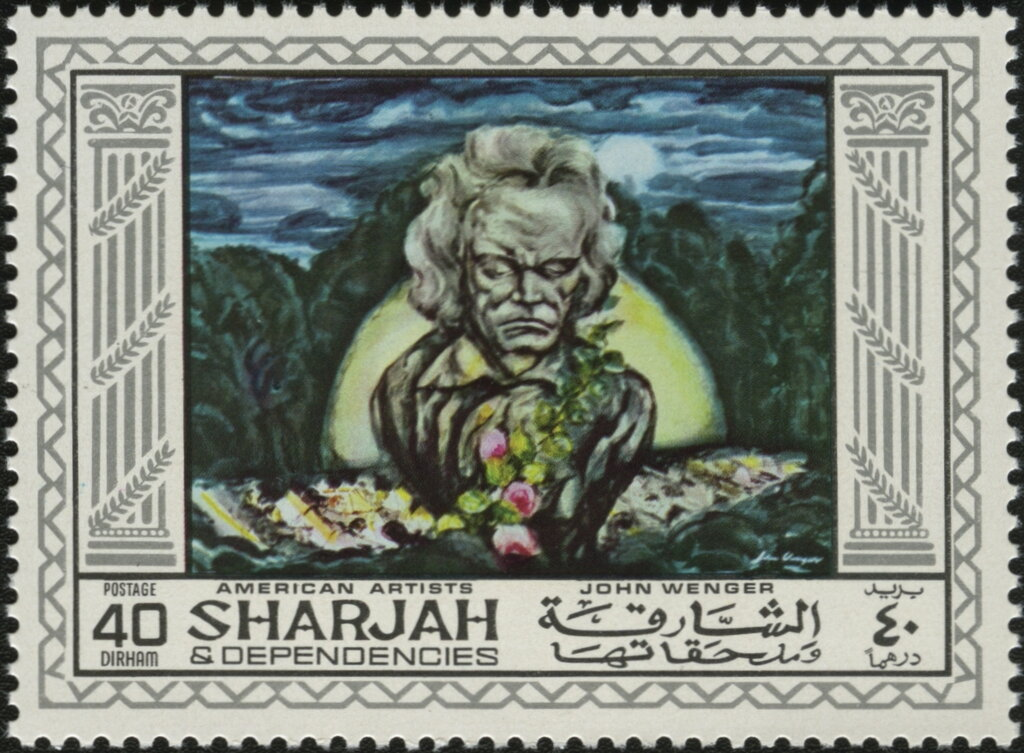
إحدى لوحات فنغر على طابع بريدي صادر عن إمارة الشارقة عام 1968.

لقد أطلق عليه لقب "المعلم الملون"، و"مبدع السيمفونية الرسومية". كان مديرًا فنيًا لعدد من مسارح برودواي الرائدة. عمل على نطاق واسع في أوبرا متروبوليتان وأوبرا بوسطن ومسارح أخرى. في عام 1919، تم تكليفه بإنشاء رسومات للمناظر الطبيعية للعرض الأول في أمريكا لباليه آي. سترافينسكي "بتروشكا" والعديد من الإنتاجات الأخرى التي دخلت تاريخ الفن المسرحي الأمريكي.
كما حصل فنغر على اعتراف عالمي باعتباره رسامًا وفنانًا جرافيكيًا (رسم تركيبات موضوعية وصور شخصية ومناظر طبيعية وطبيعة صامتة ومنمنمات وألوان مائية). أقام الفنان خلال حياته 25 معرضًا فرديًا في الولايات المتحدة الأمريكية وكندا والعديد من الدول الأوروبية. كان وينجر واحدًا من ستة فنانين أمريكيين بارزين أصدرت لهم سلسلة من الطوابع البريدية التي تحتوي على لوحاتهم تكريمًا له.
وقد استخدمت إحدى لوحاته على طابع بريدي صادر عن إمارة الشارقة عام 1968.